# دمیتری لوسکوف
دمیتری ویاچسلاوویچ لوسکوف (روسی: Дмитрий Вячеславович Лоськов؛ زادهٔ ۱۲ فوریهٔ ۱۹۷۴) بازیکن فوتبال سابق اهل روسیه است.
از باشگاه‌هایی که در آن بازی کرده‌است می‌توان به روستوف و لوکوموتیو مسکو اشاره کرد.
وی همچنین در تیم ملی فوتبال روسیه بازی کرده‌است.